# Gouvernement Van de Weyer
Royaume de Belgique
Nothomb de Theux II
Le Gouvernement Van de Weyer fut constitué uniquement pour plaire au Roi Léopold Ier de Belgique. Dirigé par Sylvain Van de Weyer, ce cabinet fut constitué de trois catholiques et de quatre libéraux. Il fut appelé le "Ministère de la Parenthèse" en raison de sa brièveté. Ce fut le dernier gouvernement unioniste qu'ait connu la Belgique.[pas clair] Le problème scolaire fit tomber ce gouvernement; il voulut faire adopter une loi sur l'enseignement secondaire mais n'y parvint pas. Van de Weyer préféra alors se retirer.

## Composition
| Ministère                                   | Nom                    | Parti      |
| ------------------------------------------- | ---------------------- | ---------- |
| Premier ministre et ministre de l'intérieur | Sylvain Van de Weyer   | Libéral    |
| Ministre des finances                       | Jules Malou            | Catholique |
| Ministre des Affaires étrangères            | Adolphe Dechamps       | Catholique |
| Ministre de la guerre                       | Pierre Dupont          | Libéral    |
| Ministre de la Justice                      | Jules d'Anethan        | Catholique |
| Ministre des travaux publics                | Constant d'Hoffschmidt | Libéral    |
| Membre du Conseil des Ministres             | Félix de Mûelenaere    | Catholique |

À noter que Pierre Dupont fut remplacé à son poste par Jules d'Anethan du 23 février 1846 au 31 mars 1846.